# حسن فايق
حسن فايق (7 يناير 1898 - 14 سبتمبر 1980 )، ممثل كوميدي مصري.

## حياته الفنية
بدأ مسيرته الفنية في عمر 16 عام مع فرقة الهواة، في العام 1914 عمل مع روز اليوسف في مسرحية (فران البندقية)، وانضم بعدها إلى فرقه عزيز عيد واستمر معها حتى عام 1917 حيث قرر أن يكوّن فرقة مسرحية خاصة به وقد اشترك للعمل فيها الممثل يوسف وهبي، وقد قام حسن فايق بتأليف عرض مسرحي عرضه في افتتاحها بعنوان (ملكة الجمال). كان يسكن مع عائلته بحي شبرا.
في عام 1919م بدأ حسن فايق في إلقاء المونولوجات وكان يقوم بتأليفها منتقدا الظروف الاجتماعية لتلك الفترة، كما قام أيضا بتأليف وتلحين مونولوجات لغيره من الفنانين. بدأ حسن فايق مسيرته السينمائية في عام 1932م عندما شارك في فيلم (أولاد الذوات) ومن بعده فيلم (عنتر أفندي). وقد قام بالاشتراك في 160 عمل سينمائي طوال حياته. توفي في 14 سبتمبر عام 1980.

## من أعماله
اشتهر حسن فايق بصلعته وبضحكة مميزة خاصة به.، مثل في أفلام كثيرة منها:
| السنة | الأفلام |
| ----- | --- |
| 1932  | أولاد الذوات |
| 1935  | عنتر أفندي |
| 1936  | أبو ظريفة، بسلامته عايز يتجوز |
| 1937  | سلامة في خير، نشيد الأمل |
| 1938  | خدامتي |
| 1939  | بياعة التفاح، ثمن السعادة |
| 1940  | قلب المرأة، الباشمقاول |
| 1941  | انتصار الشباب |
| 1942  | أحلام الشباب |
| 1943  | البؤساء، جوهرة، من فات قديمه |
| 1944  | أما جنان، تحيا الستات، عريس الهنا، كدب في كدب، ليلى في الظلام |
| 1945  | أحلاهم، الآنسة بوسة، البيه المزيف، الفلوس، شهر العسل |
| 1946  | المغني المجهول، النفخة الكدابة، أول نظرة، عروسة للإيجار، عودة القافلة، لعبة الست، ليلى بنت الأغنياء، ما أقدرش، مجد ودموع، ملكة الجمال، يوم في العالي                     |
| 1947  | أبو حلموس، أزهار وأشواك، الستات عفاريت، العرسان الثلاثة، الكل يغني، الهانم، جوز الاتنين، حبيب العمر، حمامة السلام، شادية الوادي، غني حرب، فاطمة، قلبي دليلي، كنز السعادة |
| 1948  | أحب الرقص، الحلقة المفقودة، الهوى والشباب، بلبل أفندي، عنبر، فتاة من فلسطين، فوق السحاب                                                                                  |
| 1949  | إجازة في جهنم، أحبك أنت، العيش والملح، أوعى المحفظة، بنت المعلم، جواهر، حلاوة، سر الأميرة، شارع البهلوان، لهاليبو، ليلة العيد، منديل الحلو، هدى                          |
| 1950  | أختي ستيتة، أنا وأنت، بابا عريس، دموع الفرح، ساعة لقلبك، عيني بترف، غرام راقصة، فلفل، قمر 14، كيد النساء، ليلة الدخلة، معركة الحياة                                      |
| 1951  | بلد المحبوب، خد الجميل، خضرة والسندباد القبلي، عروس لبنان، فتاة السيرك، فرجت، فيروز هانم                                                                                 |
| 1952  | البيت السعيد، المهرج الكبير، شم النسيم |
| 1953  | ابن للإيجار، المقدر والمكتوب، حظك هذا الاسبوع، عفريت عم عبده، مجلس الإدارة، نشالة هانم                                                                                   |
| 1954  | العاشق المحروم، الناس مقامات، تاكسي الغرام، حسن ومرقص وكوهين، دستة مناديل، شرف البنت، علشان عيونك، نور عيوني                                                             |
| 1956  | الأرملة الطروب، أول غرام، حب وإنسانية، زنوبة، صاحبة العصمة |
| 1957  | إسماعيل ياسين في جنينة الحيوانات، الست نواعم، الكمساريات الفاتنات، فتى أحلامي                                                                                            |
| 1958  | إسماعيل يس طرزان، إسماعيل يس في دمشق، امسك حرامي، أيامي السعيدة، حبيب حياتي، شارع الحب، ماليش غيرك، مهرجان الحب                                                          |
| 1959  | أحلام البنات، إسماعيل يس بوليس سري، أم رتيبة، قبلني في الظلام |
| 1960  | سكر هانم، حب في حب، لقمة العيش، يا حبيبي |
| 1961  | الأزواج والصيف، النصاب، جوز مراتي، حب وعذاب، زوج بالإيجار |
| 1962  | الزوجة 13، ألمظ وعبده الحامولي، بكره السفر ، جمعية قتل الزوجات، حلوة وكدابة                                                                                              |
| 1963  | القاهرة في الليل، شقاوة بنات، صاحب الجلالة |
| 1964  | حكاية جواز، هارب من الزواج |
| 1965  | العقل والمال، المدير الفني، ذكريات التلمذة |
| 1967  | معبودة الجماهير |
| 1971  | خطيب ماما |

## روابط خارجية
- حسن فايق على موقع IMDb (الإنجليزية)
- حسن فايق على موقع الدهليز
- حسن فايق على موقع قاعدة بيانات الأفلام العربية
- حسن فايق على موقع قاعدة بيانات الفيلم (الإنجليزية)